# Jaap Spros
J.J. (Jaap) Spros (21 november 1941) is een Nederlands voormalig politicus van het CDA.
Spros groeide op in Rotterdam en studeerde Nederlands in Amsterdam. Na afronding van zijn studie was hij gedurende 12 jaar leraar aan de Pedagogische Academie in Rotterdam. In 1978 werd hij wethouder in Krimpen aan den IJssel en vanaf 1984 was Spros de burgemeester van de Groningse gemeente Winsum. In 1988 werd hij de burgemeester van Boskoop en in 1998 volgde hij de Veenendaalse burgemeester Frits Brink op die voorzitter van de NCRV was geworden. Midden 2003 ging Spros vervroegd met pensioen.
Spros heeft zich ingezet voor een groene omgeving binnen verstedelijkt gebied. Bij de oprichting Entente Florale Nederland was hij voorzitter van deze stichting en vanaf februari 2008 was Spros enige tijd voorzitter van overkoepelende Europese organisatie Entente Florale Europe (AEFP). 